# ISW11HT
HTC EVO WiMAX ISW11HT（エイチティーシー イーヴォ ワイマックス アイエス ダブリュー　イチイチ　エイチティー）は、台・HTC（輸入元・HTC NIPPON）によって開発された、auブランドを展開するKDDI及び沖縄セルラー電話のISシリーズの一つで、CDMA 1X WIN、および+WiMAX対応ストレート型スマートフォンである。

## 概要
auとしては初のモバイルWiMAX（IEEE 802.16e-2005）対応スマートフォンである。製造型番はHTI11（エイチティーアイ　イチイチ）で、メーカー型番はPC36100で、HTC EVO 4Gの日本ローカライズモデルにあたる。Androidのバージョンは海外向けでのリリース時は2.1で、日本向けには最初から2.2となるが、日本向けでは2.3へのバージョンアップは2011年9月22日午前10時より開始された。
モバイルWiMAXは利用月のみ月525円が加算。ただし、2011年8月まで無料であった。UQ WiMAXのMVNOであり、提供エリアも同一。
auでは初めてテザリングに対応する。テザリングは、モバイルWiMAXと3Gの両方に対応する。2012年1月から、3Gのテザリングは、1か月のパケット通信容量が5GBを超えた場合月末まで通信速度が低下するので、注意が必要となる。モバイルWiMAXにはこの制限はない。なお、3GはWIN HIGH SPEED（下り最高9.3Mbps）に対応せず、Rev.A・Rel.0（下り最高3.1Mbps）に対応している。
対応する周波数帯は、海外の方式に基づく新800MHz（N800MHz）と2GHzのみの対応で、従来からの800MHz（L800MHz）は利用できない。このため、従来の800MHzのみを利用している地域では、通信が不安定になることがあり、エリアは順次改善予定。ただし、2012年7月22日でL800MHzの利用が終了するため、それ以降は他機種でもN800MHzと2GHzでしか通信できなくなる。
また、au ICカードに対応していないため、この機種に機種変更する際は一部のW3xおよびW4xシリーズのau ICカード非対応機種を含むW2xシリーズ以前のCDMA 1X WINシリーズおよびcdmaOneシリーズ、CDMA 1Xシリーズと同様の方法でauショップで手続きする必要がある。このため、au ICカードを登録している他の携帯電話や、スマートフォンに差し替えての利用は事実上不可能となる。
発売の時点では、キャリアメール(@ezweb.ne.jp)の送信、およびau one Marketには対応していなかったが、2011年9月22日公開のソフトウェアアップデートを適用することで、それぞれ対応可能となった。ただし、本アップデートを利用する場合は事前に、2011年6月7日公開分のソフトウェアアップデートを適用する必要がある。Eメールは今までの3Gによる送受信が出来るほか、WiMAXや無線LANを利用しての送受信も可能となる。
なお、前述の9月22日公開分アップデートを適用した場合、搭載OSがAndroid 2.3へアップデートされる
また、本機はHTC EVO 4Gのローカライズモデルであるが、HTC EVO 4Gにはスパイソフト「Carrier IQ」がインストールされている。「Carrier IQ」はCarrier IQ社の製品で、iPhoneを含む多くのスマートフォンに密かにインストールされており、ユーザーのキー操作や入力文字、キー操作、位置情報、発信着信履歴等、あらゆる情報を収集しスマートフォンメーカーやキャリアに送信するソフトである。米国内では非常に大きな問題になっているが、日本国内では全く問題として扱われていない。

## 歴史
- 2011年（平成23年）2月28日 - KDDI、およびHTC NIPPONより公式発表。
- 2011年4月15日 - 全国にて一斉発売。
- 2011年6月7日 - Cメール送信対応などのソフトウェアアップデート提供開始。
- 2011年9月22日 - Eメール（KDDI Eメールアプリ）対応・Android 2.3.4対応などのソフトウェアアップデート提供開始。
- 2011年10月7日 - アプリケーション等をインストールした際のセキュリティー強化のアップデートを提供開始。[6]
- 2011年12月20日 - Twitter連携アプリの有効期限切れ対応。
- 2012年（平成24年）3月13日 - インターネット接続や待受け中に、再起動する場合がある事象の改善。
- 2011年9月27日 - 災害・避難情報をCメールとして重複受信してしまう不具合の改善。

## Android 2.3へのバージョンアップ内容
2011年9月22日に配信されたアップデートにより、次の機能が追加される。
- Android 2.3.4へのアップデート
- au one Marketへの対応（ただしLISMO Playerとその関連アプリに関しては、一部を除き利用不可）
- Eメール(～@ezweb.ne.jp)への対応("KDDI Eメール"アプリ)
- auかんたん決済への対応
- 緊急地震速報への対応
- Cメール送信方法の改善

## プリインストールアプリ
- Skype
- jibe
- FMラジオ
- FrendStream
- FootPrints
- Peep
- Quickoffice
- Google Talk
- Teeter
- facebook

## 主な機能・サービス
※PC向けWebブラウザが標準装備されている。携帯向けサイト（EZWeb）は他のスマートフォンやPCと同じく閲覧不可。
| 主な機能・対応サービス                                                  | 主な機能・対応サービス                    | 主な機能・対応サービス                  | 主な機能・対応サービス                                    |
| ----------------------------------------------------------------------- | ----------------------------------------- | --------------------------------------- | --------------------------------------------------------- |
| Webブラウザ                                                             | LISMO! for Android LISMO WAVE             | おサイフケータイ                        | ワンセグ                                                  |
| au one メール PCメール Gmail EZwebメール (KDDI Eメールアプリ)           | デコレーションメール デコレーションアニメ | Skype au                                | PCドキュメント                                            |
| au Smart Sports Run & Walk Karada Manager ゴルフ(web版) Fitness、歩数計 | GPS                                       | au oneナビウォーク au one助手席ナビ     | au one ニュースEX au one GREE                             |
| じぶん銀行                                                              | 緊急地震速報                              | Bluetooth                               | 無線LAN機能 (Wi-Fi) テザリング (Wi-Fi・USB) モバイルWiMAX |
| 赤外線通信 (IrSimple)                                                   | WIN HIGH SPEED                            | グローバルパスポート (レンタルサービス) | auフェムトセル                                            |
| microSD microSDHC                                                       | モーションセンサー(6軸)                   | 防水                                    | 簡易留守録 着信拒否設定                                   |

- 安心セキュリティパックは、ウイルスバスターモバイル for auのみ対応

## 注
1. ↑  対応プロファイルはHSP、HFP、A2DP、AVRCP、OPP、PBAP、SPP
2. ↑  W3xシリーズの場合、W32HおよびW32Sを除く全機種が該当し、W4xシリーズの場合、W41SA（法人向け専用のE02SAを含む）、W41K、W41T、neon（W42T）、W43T、W42Kが該当する。
3. ↑  “「KDDI Eメール (～@ezweb.ne.jp) アプリケーション」の提供開始について”.   KDDI株式会社 (2011年9月16日). 2011年9月16日閲覧。
4. ↑  〈お知らせ〉 「REGZA Phone IS04」における「Android™2.2」へのアップデート実施および今後予定されるアップデート対象機種について
5. ↑  〈お知らせ〉「Xperia (TM) acro IS11S」「HTC EVO WiMAX ISW11HT」におけるEメール対応等のアップデート実施について〈別紙〉  2011年  KDDI株式会社
6. ↑  HTC EVO WiMAX ISW11HT アップデート情報  スマートフォンなどアップデート  au